# Da guangyao shi

Da guangyao shi (Istoria Marei Lumini) este o operă clasică chineză, scrisă de Huai Nan Zi, care cuprinde douăzeci și una de cărți, dintre care prima și cea mai importantă este intitulată Instrucțiuni originare în Dao Yuan Dao Hui, 原道誨].

## Paternitatea manuscrisului

### Autorul
Autorul Istoriei Marii Lumini (大 光 耀 事) , Huai Nan Zi [淮南子] (uneori numit Liu An, Liu Ngan sau Lew Gan), a fost un nepot al împăratului Gao Di [高帝], întemeietorul dinastiei Han [漢], care urcă pe tron în anul 206 î.e.n. și moare în anul 195 î.e.n. Tatăl lui Huai Nan Zi a fost prințul Li și mama sa o doamnă de la curtea prințului de Zhao. Data nașterii sale nu este cunoscută, dar se presupune că a murit în anul 122 î.e.n. Huai Nan Zi, deși de viță regală, a preferat să și dedice viața mai degrabă erudiției și filosofiei decât ocupațiilor unui curtean, și, treptat, va aduna în jurul lui un grup al celor mai profunzi exponenți ai daoismului și oameni cu interese înrudite. A fost un om de o excepțională abilitate, cu o minte cuprinzătoare și un profund respect religios pentru tot ce este divin. Cei Opt Înțelepți – despre care s-a zis că au fost tovarășii, învățătorii și colaboratorii săi – au fost venerați în special pentru sfințenia și înțelepciunea lor. În unele relatări aceștia au fost identificați cu Cei 8 Nemuritori ba shenxian, 八神仙].

### Cei 8 Nemuritori
În însemnările chineze timpurii este dificil să deosebești realitatea de legendă, istoria de mit, așa cum se evidențiază din caracterul legendar al relatărilor despre Cei Opt Nemuritori date mai târziu. Acest element de legendă intră în multe povestiri fabuloase asociate cu viața lui Huai Nan Zi, fiindcă există o mulțime de fapte miraculoase referitoare la el. Se zice despre el că a învățat taina Elixirului Vieții de la „Cei Opt Înțelepți”. O fabulă dramatică și umoristică relatează că după ce el se îmbătase cu Elixir, împreună cu Înțelepții, s a urcat pe un nor și a străbătut cerul. Din greșeală, Huai Nan Zi a scăpat cupa ce conținea Elixir în ograda sa, unde câinele său și animalele de curte au lins resturile și de îndată s-au urcat la cer după el. Astfel de povestiri sunt concordante cu mentalitatea unui popor cufundat în tradiție populară mistică și, deși sunt fantastice când le luăm în sens strict literar, în spatele scenariului lor fabulos pot fi descoperite adevăruri luminoase, dacă semnificația lor simbolică este descifrată.

### Zhong Li Kuan
Zhong Li Kuan, primul și cel mai mare, se zice că a descoperit Elixirul Vieții. Simbolul său este piersica, o emblemă a longevității. El este de asemenea zugrăvit ținând în mână un evantai cu care era capabil să aducă la viață un mort. 

### Zhong Guo Lao
Zhong Guo Lao. Un pustnic cu puteri mistice. Se zice că avea un măgar care-l putea căra o mie de leghe într-o zi, pe care el îl putea îndoi ca pe o foaie de hârtie și pune în desaga sa. Când avea din nou nevoie de el, pur și simplu îl stropea cu apă și măgarul își recăpăta proporțiile normale. Simbolurile sale sunt un instrument muzical făcut din bambus, numit yu gu, și penele fenixului, pasărea nemuririi.

### Lu Dong Bin
Lu Dong Bin. Un cărturar daoist și pustnic, care primise taina nemuririi de la Zhong Li Kuan. În timpul punerii sale la încercare, este descris că ar fi trecut peste cele zece ispite, după depășirea cărora a primit o sabie ce avea puteri supranaturale. Cu aceasta el a scăpat țara de dragoni și alți monștri ce o invadaseră. Simbolul său este sabia și pensula zburătoare daoistă.

### Cao Guo Jiu
Cao Guo Jiu. Un comandant militar care a devenit pustnic. O dată, pe când medita, peretele grotei sale s-a despicat în două, dezvăluind un coif de jad conținând un sul pe care erau scrise tainele nemuririi și transmutării metalelor. Pe măsură ce el urma instrucțiunile scrise acolo, grota se umplu de nori luminoși, din care se ivi o barză, pe spatele căreia el a fost purtat în Țara Fericită a Nemuririi. El este patronul sfânt al dramei și simbolurile sale sunt o pereche de castaniete și un evantai cu pene.

### Li Tie Guai
Li Tie Guai. Un cerșetor cu o cârjă. Despre el se zice că a fost un discipol al lui Lao zi, care-l invită în Cer, sfătuindu-l să și lase trupul în grija unui copil. În timpul cât a lipsit, copilul fu chemat la căpătâiul mamei sale aflate pe moarte și trupul încredințat lui a fost considerat mort și dat flăcărilor. Li Tie Guai, la revenire, găsi doar o grămadă de cenușă, așa că el intră în trupul unui cerșetor care tocmai murise, și-și continuă viața în acesta. Simbolurile sale sunt o tigvă de pelerin conținând doftoriile sale magice cu care a vindecat mulți bolnavi, și un crab. Uneori el este reprezentat însoțit de o căprioară. El este socotit sfântul patron al farmaciștilor.

### Han Zang Ce
Han Zang Ce. Cărturar, poet și cunoscător al învățăturii transcendentale. Despre el se zice că a fost în stare să facă să crească flori dinaintea ochilor privitorilor (acestea putând simboliza florile spirituale ale sufletului). A fost discipolul lui Lu Dong Bin, și a fost instruit de el să se cațere într-un piersic, după care căzu de pe ramurile acestuia și deveni nemuritor. Este sfântul patron al muzicanților și simbolul său este flautul, fiind reprezentat cântând la acesta.

### Lan Cai Huo
Lan Cai Huo. O femeie care a fost cântăreață ambulantă și ale cărei cântece vorbeau despre irealitatea acestei vieți trecătoare și caracterul iluzoriu al plăcerilor pământești. Ea era îmbrăcată într o robă albastră și purta doar un singur pantof. La capătul vieții sale pământești dispăru într-un nor. Simbolul ei este un coș de flori, fiind sfânta patroană a florarilor.

### Huo Xian Gu
Huo Xian Gu. Numită Fecioara Nemuritoare. Într o viziune i s-a spus că dacă înghite mama-perlei devine treptat nemuritoare. Ea a trăit în munți și a devenit din ce în ce mai eterică, plutind din pisc în pisc. În cele din urmă, lipsindu-se de hrana pământească, atinse ceea ce căuta. Simbolul ei este lotusul, floarea în formă de inimă deschisă (acesta este doar unul din multele înțelesuri simbolice ale lotusului).

## Traduceri occidentale
Două traduceri englezești ale acestei lucrări au fost publicate, prima în Taoist Texts de F. H. Balfour, în anul 1884, și a doua, în Tao, The Great Illuminant de Evan Morgan, în anul 1933. În Notes on Chinese Literature, ediția din 1922, Huai Nan Zi (Liu Gan) este menționat ca fiind un distins scriitor daoist și se oferă interesanta informație că a existat mai înainte o a doua parte a Istoriei Marii Lumini, dar că în prezent este pierdută. Tot acolo se spune că cel mai vechi și mai avizat comentariu asupra lui Huai Nan Zi este acela al lui Kao Yu. Textul original chinezesc este continuu, fără nici o diviziune, dar atât Balfour cât și Evan Morgan l-au împărțit în paragrafe, iar ultimul a dat titluri variatelor secțiuni.

## Traduceri în limba română
- Huai Nan Zi, Da guangyao shi. Istoria Marii Lumini, în Calea neștiutului Dao. Texte clasice daoiste, Traducere și îngrijire ediție: Mircea Iacobini, Editura Herald, Colecția Daoism, 2005, pp. 143-195, ISBN: 973-7970-33-0